# Arganotus
Arganotus is een geslacht van hooiwagens uit de familie Samoidae.
De wetenschappelijke naam Arganotus is voor het eerst geldig gepubliceerd door Silhavý in 1977. 

## Soorten
Arganotus omvat de volgende 3 soorten:
- Arganotus macrochelis
- Arganotus robustus
- Arganotus strinatii